# Municipiul Bender
Municipiul Bender / Tighina este o unitate administrativ-teritorială de nivelul al doilea din Republica Moldova. Aceasta include în componența sa orașul Tighina și satul Proteagailovca din imediata vecinătate a orașului, cu o suprafață totală de 97 km². 
Drept urmare a războiului din Transnistria din 1992, orașul este de facto administrat de „autoritățile” separatiste din stânga Nistrului, incluzând în componența sa și satul Gîsca – de jure parte din raionul Căușeni. Satul Varnița, anterior (până în 1992) a fost la fel subordonat orașului, iar acum face parte din raionul Anenii Noi.
Cu toate acestea, există două instituții penitenciare, Liceul Teoretic „Alexandru cel Bun”, un internat, un comisariat de poliție și un departament de înregistrare și documentare a populației în Tighina, toate fiind subordonate autorităților Republicii Moldova.

## Vezi și
- Listă de localități din municipiul Bender
- Istoria Tighinei
- Demografia Tighinei⁠(ru)[traduceți]

## Legături externe
- Pagina web a orașului Arhivat în 9 decembrie 2015, la Wayback Machine.